# Byrsopteryx bipartiterga
Byrsopteryx bipartiterga is een schietmot uit de familie Hydroptilidae. De soort komt voor in het Neotropisch gebied.